# Montagna Grande (Appennino abruzzese)
La montagna Grande è un gruppo montuoso dell'Appennino abruzzese, sottogruppo dei monti Marsicani, situato nell'area del parco nazionale d'Abruzzo, Lazio e Molise.

## Descrizione
Montagna Grande è il nome del gruppo montuoso appartenente ai monti Marsicani che separa la valle del Giovenco a ovest dalla valle del Sagittario a est con l'area montuosa che ricade nelle aree comunali di Bisegna, Pescasseroli, Opi, Villalago, Scanno
e Villetta Barrea tra i territori della Marsica, della valle Peligna e dell'Alto Sangro. Le principali cime sono il monte Argatone (2149 m s.l.m.), la cima Argatone (2201 m s.l.m.), il monte Terratta e Serra della Terratta (2208 m s.l.m.). A sud si ricollega al gruppo del monte Marsicano con il quale forma una lunga e importante dorsale di confine del parco nazionale d'Abruzzo, Lazio e Molise. 
Sul monte Pietra Gentile (ufficialmente 1977 m s.l.m.) nasce il fiume Giovenco, affluente naturale dei canali della piana del Fucino. Tra San Sebastiano dei Marsi e Pescasseroli si trovano le piccole convalli di Terraegna, disposta fino alle pendici del monte Marsicano, di Fonte Appia e di Pratorosso; sull'altro versante oltre la valle Franchitta si trova il monte Trascinone (1937 m s.l.m.) dalla cui vetta è possibile scorgere il lago di Scanno e il massiccio del monte Genzana oltre ai numerosi crinali della montagna Grande.
Nel territorio comunale di Scanno si trovano le stazioni sciistiche di Collerotondo sull'omonima montagna a 1615 m s.l.m. e di Passo Godi nei pressi dell'omonimo valico montano che mette in comunicazione i comuni di Scanno e Villetta Barrea, nel parco nazionale d'Abruzzo, Lazio e Molise. L'area montana si caratterizza per la presenza di grotte, rifugi montani e per le faggete vetuste delle località di Coppo del Principe e di Coppo del Morto dichiarate nel 2017 patrimonio dell'umanità.

### Coppo del Principe e Coppo del Morto
Le faggete di Coppo del Principe e di Coppo del Morto compongono i cinque nuclei di faggete vetuste ricadenti in una superficie di oltre 1000 ettari nell'area protetta del parco nazionale d'Abruzzo, Lazio e Molise, tra i comuni di Opi (Cacciagrande e valle Jancino in Val Fondillo), Lecce nei Marsi (Selva Moricento)
e Villavallelonga (Val Cervara), riconosciuti patrimonio dell'umanità, nel contesto delle foreste primordiali dei faggi dei Carpazi e di altre regioni d'Europa. Le faggete vetuste rappresentano il primo riconoscimento UNESCO della regione Abruzzo deciso a Cracovia il 7 luglio 2017.
Entrambe si sono sviluppate da oltre 500 anni su calcare risalente al Mesozoico. La faggeta di Coppo del Principe ricade interamente nel territorio comunale di Pescasseroli, nella località Difesa di Pescasseroli, su 195 ettari. Deve il nome alle battute di caccia di inizio Novecento organizzate nella riserva dell'alta val di Sangro per i reali di Casa Savoia. La faggeta di Coppo del Morto, situata più a nord, occupa 105 ettari di cui circa 10 ricadono nel comune di Scanno con uso civico spettante ai residenti di Pescasseroli.

## Cartografia
- Rete sentieristica del Parco nazionale d'Abruzzo, Lazio e Molise, consultabile on line
- Cartografia ufficiale italiana dell'Istituto Geografico Militare (IGM) in scala 1:25.000 e 1:100.000, consultabile on line